# グィネヴィア

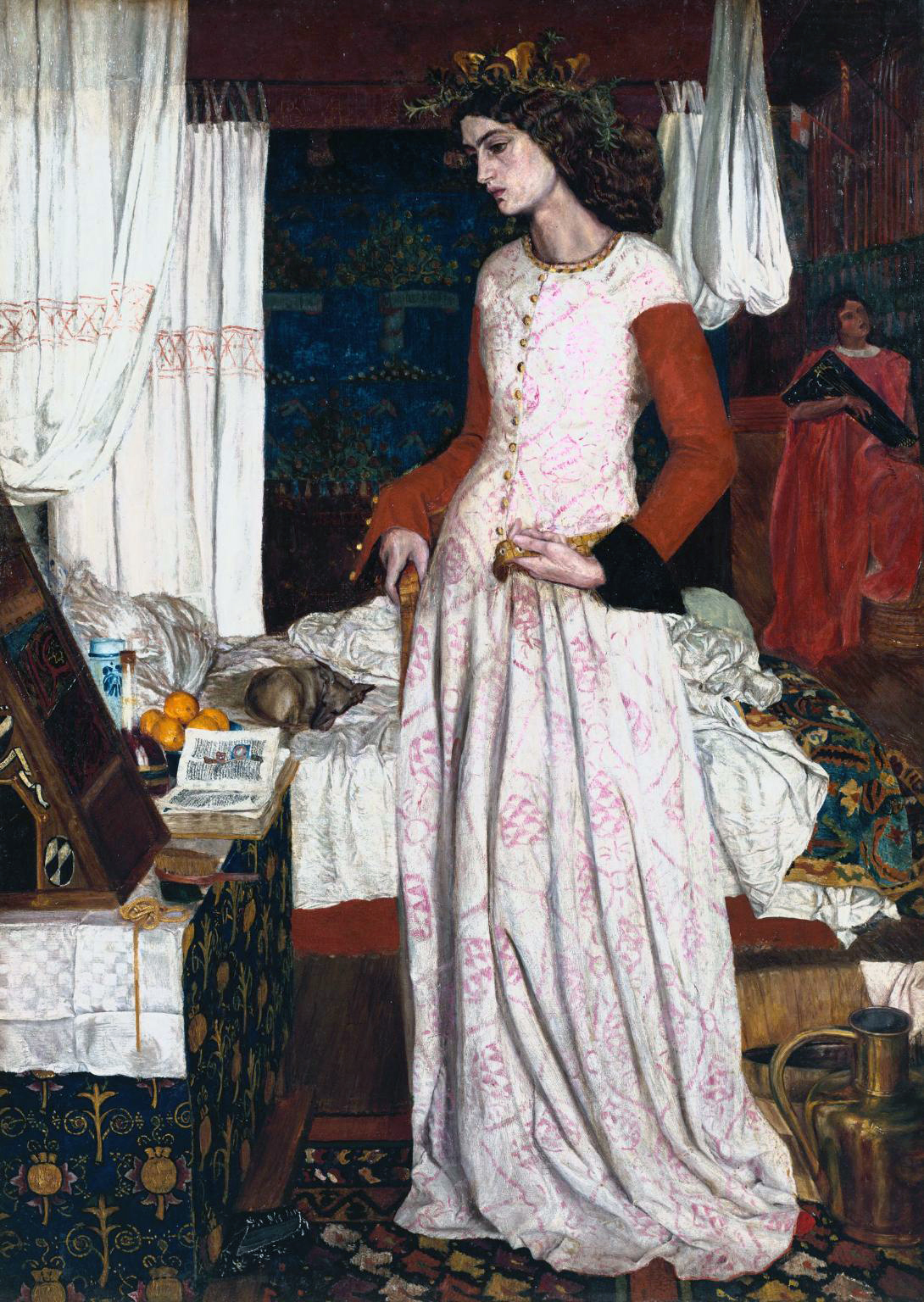
ウィリアム・モリス『王妃グィネヴィア』

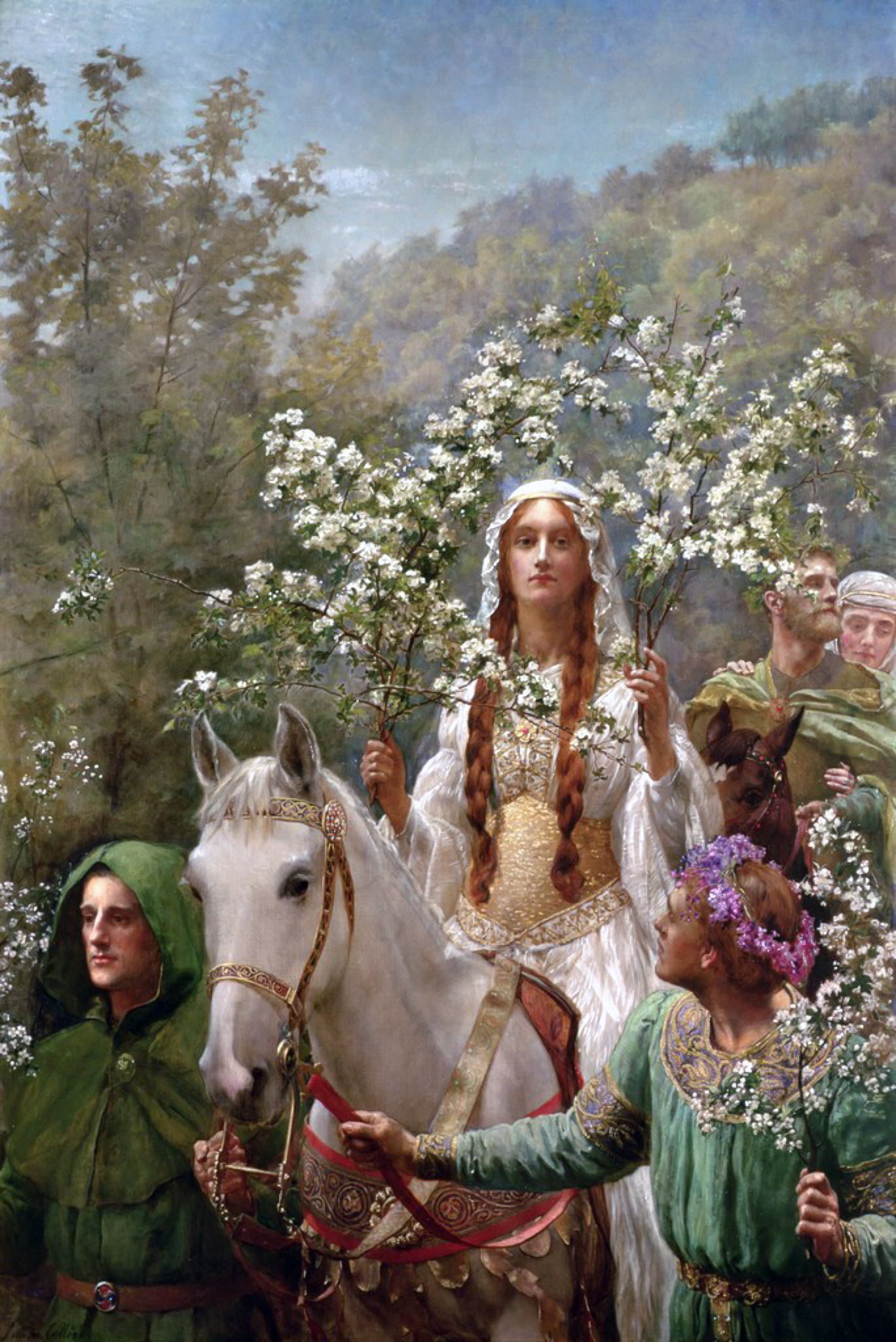
ジョン・コリア『グィネヴィア王妃の五月祭の祝い』（1900年）

グィネヴィア（Guinevere）はアーサー王物語の登場人物で、アーサー王の王妃。グニエーヴル、ギネヴィア、グェネヴィア、グィナヴィーア、グウィニヴィア、グインネヴィア、グウィネヴィアなど多数の表記がある。
グィネヴィアで最も有名な話は、円卓の騎士長ランスロットとの不倫で、その話が最初に出てくるのは、フランスの吟遊詩人クレティアン・ド・トロワの『ランスロまたは荷車の騎士』（1165-1195年頃）の中である。この題材は、13世紀初期のランスロ＝聖杯サイクルにはじまって、後期流布本サイクル、トマス・マロリーの『アーサー王の死』まで、アーサー王物語の中で繰り返し取り上げられた。2人のアーサー王への裏切りが王国を滅亡させるという筋である。

## 名前
Guinevereのウェールズ語形であるグエンフイヴァルGwenhwyfar（ケルト祖語 "Uindā Seibrā" から) を「白い妖精」と訳すことが可能であるため、「グィネヴィア」という名前は形容語句であるかもしれない。一方、ウェールズ文学にGwenhwyfarの妹の1人として登場するグエンフイヴァハGwenhwy-fach（小さきGwenhwy） (en:Gwenhwyfach) とキャラクター的に対比をなすグエンフイマウルGwenhwy-mawr（大いなるGwenhwy）から派生したという説もあるが、レイチェル・ブロムウィッチ (en:Rachel Bromwich) は、『ウェールズのトライアド』に関する学術書の中で、その語源の説明に否定的な見解を取っている。また、ジェフリー・オヴ・モンマスはラテン語のグアンフマラGuanhumaraに由来すると言っている。

## 人物像

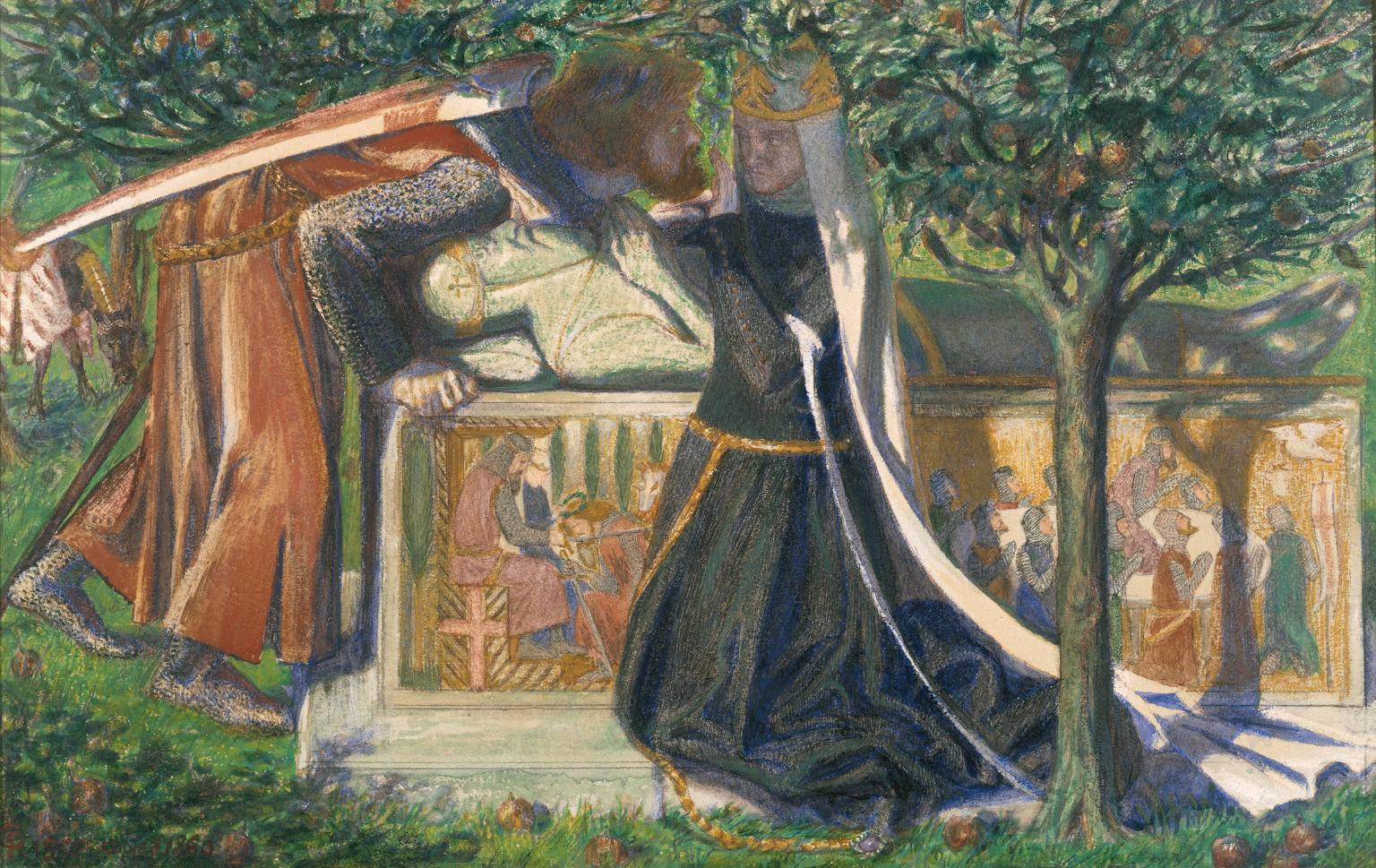
ダンテ・ゲイブリエル・ロセッティ『アーサー王の墓 - ランストロットとグィネヴィア最後の密会』

脚色も混じっているが、グィネヴィアはレオデグランス王 (en:Leodegrance) の娘で、アーサー王がまだ後ろ盾が必要だった若い頃に婚約した。後にランスロットと出会った時、グィネヴィアは彼に一目惚れしてしまった。2人はすぐに不倫関係になったが、夫のアーサーは長い間そのことに気付かなかった。気付いたのは祝宴の席に、ランスロットとグィネヴィアがともにいなかった時で、この不倫を明るみに出したのは、ロット王の2人の息子、アグラヴェインとモルドレッドだった。ランスロットは逃亡し、アーサー王は気持ちとは裏腹に、グィネヴィアを火あぶりの刑に処すと宣言しなければならなかった。処刑のことを知ったランスロットと家族は何とかそれを止めさせようとした。アーサー王は多くの騎士たちを処刑台の守備にあたらせることにしたが、ガウェインはその任務を辞退した。ランスロットは処刑台に辿り着き、グィネヴィアを救出したが、その時の戦いで、ガウェインの兄弟ガヘリスとガレスが死んでしまった。復讐に燃えるガウェインは、アーサー王にランスロットと戦うよう訴えた。アーサー王はランスロットとの決戦のため、フランスに行くことになり、（ランスロットから再びアーサー王の元に返された）グィネヴィアをモルドレッドに預けることにしたが、モルドレッドはグィネヴィアと結婚し、王座を簒奪しようと企んでいた。モルドレッドの求婚をグィネヴィアが承諾した話にはさまざまなヴァージョンがある。中には承諾せず、ロンドン塔に身を隠し、それから修道院に入ったという話もある。モルドレッドの裏切りを知ったアーサー王は急いでブリテンに引き返し、カムランの戦いでモルドレッドを倒した。しかし、その戦いでアーサー王も致命傷を負い、伝説の島アヴァロンに運ばれた。グィネヴィアは最後にもう一度ランスロットと会って、それから修道院に戻り、残りの人生をそこで送った。
ほとんどの物語でグィネヴィアには子供がいないが、例外として『ペルスヴァル』 (en:Perlesvaus) と『Alliterative Morte Arthure（頭韻詩アーサー王の死）』 (en:Alliterative Morte Arthure) の2つがある。『ペルスヴァル』には、彼女の子供としてロホルト（Loholt）という人物が登場する（ただし、マロリーはリオノレスの産んだ子ボーレ（Borre）と同一人物だと考えられるとしており、そうなるとロホルトはグィネヴィアの子とは言えなくなってしまう）。ロホルトは他の物語でも、アーサー王の私生児として登場している。一方、『アーサー王の死の頭韻詩』では、グィネヴィアは自ら望んでモルドレッドの配偶者となり、彼との間に2人の子供をもうけたことが、それとなくほのめかされている。『ウェールズのトライアド』にも、アーサー王の子供たちについての言及があるが、母親が誰かは明らかにされていない。
他の家族関係もまたはっきりしない。たとえば、ランスロ＝聖杯文学群やドイツ語のロマンス『Diu Crône（王冠）』 (en:Diu Crône) では、グィネヴィアの異父（異母）姉妹と兄弟の2人がかたき役を演じているが、この2人は他の物語にはいっさい登場しない。ウェールズの伝承（例えば『Mabinogion（マビノギオン）』）では、グウェンフイヴァハ（Gwenhyvach）という妹がいたと伝えられ、グィネヴィアたちと反目していたと物語られている。成立が遅い作品の殆どでは、グィネヴィアの父親はレオデグランスとされ、母親については触れないのが常であるが、母親は死んだと書かれたものが、いくつか見られる。その例として、中英語で書かれたロマンス『アーサーのターン・ワザリング冒険』では、イングルウッドの森 (en:Inglewood Forest) で、グィネヴィアの母親の幽霊が娘とガウェインの前に現れる。またある作品では、高名な従兄弟の名前がたった1カ所だけ出てくる。
グィネヴィアは、あらゆる面で弱く、日和見主義的な裏切り者である致命的な欠点を持つが、気高く高潔な貴婦人として描かれてきた。しかし、クレティアン・ド・トロワの『獅子の騎士イヴァン』 (en:Yvain, the Knight of the Lion) の中では、聡明で友情厚く育ちも良い女性として賛美されている。一方、マリー・ド・フランスの『ランヴァル』 (en:Lanval) （ならびにThomas Chestre (en:Thomas Chestre) によるその中英語版『Sir Launfal（ローンファル卿）』 (en:Sir Launfal) ）で描かれるグィネヴィアは、執念深くふしだらな女で、アーサーや育ちの良い騎士たちから嫌われている。早い時期の作品ほど、グィネヴィアを不吉な女性として描く傾向が強く、後の作者たちはキャラクターをより掘り下げるため、グィネヴィアの善も悪も描いている。

## グィネヴィアの誘拐

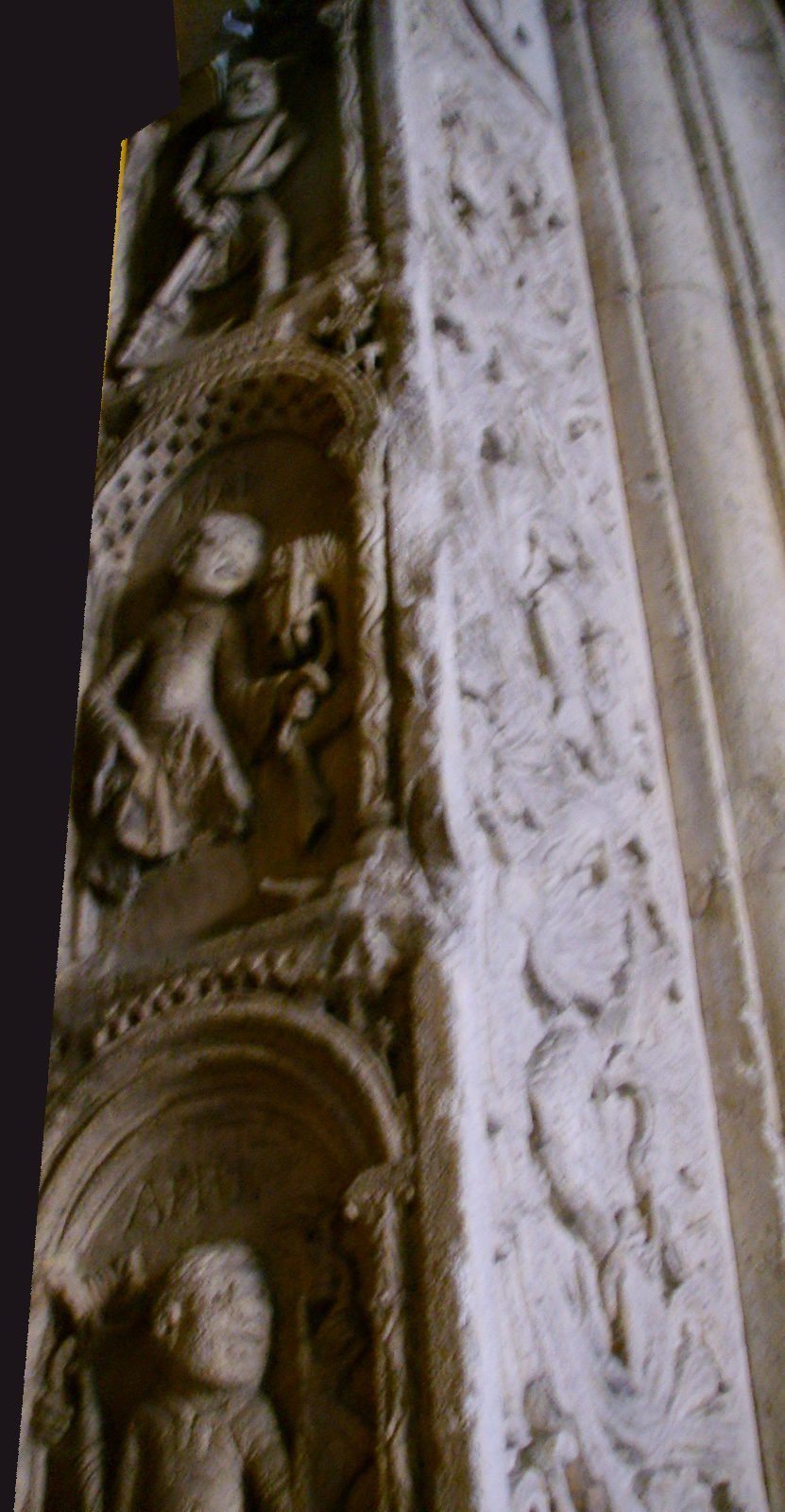
モデナ大聖堂のレリーフ

グィネヴィアについて言及した最初のものは（おそらく11世紀頃作られた）『クルフッフとオルウェン』 (en:Culhwch and Olwen) というウェールズの話で、グィネヴィアはアーサー王の妻として登場はするものの、それ以上のことは何も触れられていない。1136年以前に書かれたカラドック・オヴ・ランカルヴァンの『ギルダス伝』では、グィネヴィアがいかにして「夏の国 Aestiva Regio」（おそらくサマセットのことと思われる）の王メルワス (en:Maleagant) に誘拐されたか、さらに、グラストンベリー (英語: Glastonbury) でどのような囚われの生活を送ったかを描いている。この後、物語は、1年かけてアーサー王はグィネヴィアを捜し出したこと、メルワスの要塞を攻撃したこと、聖ギルダスの調停で平和的解決を迎え、夫婦が再会できたことを語っている。これが「グィネヴィアの誘拐」を描いた最初のものであり、以降、この主題は初期のアーサー王伝説で最も一般的なエピソードとなった。イタリアのモデナ大聖堂のアーキボールト（飾り迫縁）のレリーフはこの話に関係したもののようで、その制作時期はカラドックより前の時代と思われる。そこには、Artus de Bretania（ブリタニアのアルテュス）とIsdernusが、MardocがWinlogeeを閉じこめた塔に近づく絵と、Carrado（おそらくカラドス）がGalvagin（ガウェイン）と戦っている絵、GalvaginやChe（ケイ）たち騎士が近づいている絵がある。Isdernusとは『クルフッフとオルウェン』にその名前が出てくるケルトの英雄イデール（Yder）の化身で、ベルール は『トリスタン』の中で、忘れ去られそうになっていた伝説の中で、Isdernusはグィネヴィアの恋人だったと言及し、後の時代の『Roman de Yder（イデール物語）』では、その場面が再現されている。ウェールズの詩人ダヴィッズ・アプ・グィリム (en:Dafydd ap Gwilym) も、2つの詩の中で、グィネヴィアの誘拐のことをほのめかしている。さらに中世研究家ロジャー・シャーマン・ルーミス (en:Roger Sherman Loomis) は、この話は「彼女はケルト版ペルセポネーの役割を受け継いでいた」ことを表していると言っている。
ジェフリー・オヴ・モンマスの語る「グィネヴィアの誘拐」はこうである。グィネヴィアはローマ帝国の貴族の血筋を引いていて、誘拐したのは、コーンウォール公カドール (en:Cador) になっている。アーサーがグィネヴィアを 甥 のモルドレッドに預けた目的も、（架空の）ローマ帝国の皇帝代官ルキウス・ティベリウスと戦うべくヨーロッパに渡るためだった、ということになっている。以後、アーサーの留守中に、モルドレッドはグィネヴィアを誘惑し、結婚し、王を宣言。アーサーはブリテンに帰国、モルドレッドとの宿命のカムランの戦い、と続く。
クレティアン・ド・トロワが『荷車の騎士ランスロ』の中で語る、「グィネヴィアの誘拐」の首謀者はマリアガンス（Maleagant。おそらくメルワスからの派生語だと思われる）で、誘拐の場面のほとんどはカラドックの焼き直しである。しかし、グィネヴィアを救出するのはアーサーではなくランスロットに変わっている。2人の不倫を扱ったのは、この作品（詩）が最初で、クレティアン・ド・トロワがそれを創造したのは、グィネヴィアに夫以外の騎士の愛（貴婦人崇拝）を与えたかったからだと思われる。モルドレッドでは救出劇以上の出番があるのでその役は務まらなかった。イデールは完全に忘れ去られてしまった。
ドイツの『Diu Crône』での誘拐者は、グィネヴィアの兄弟のGotegrimである。正当な夫と主張するGasozeinとの結婚を拒んだことで妹を殺害しようとした。ウルリッヒ・フォン・ツァツィクホーフェン (en:Ulrich von Zatzikhoven) の『ランツェレット』 (en:Lanzelet) では、Tangled Woodの王Valerinが、学者たちがグィネヴィアは後々ブリテンの繁栄と支配を約束していると気付いたことに起因する権力闘争の結果、グィネヴィアと結婚する権利を主張し、彼女を誘拐して、自分の城に連れて行く。アーサーたちはいったんグィネヴィアを救出するが、Valerinは再びグィネヴィアを誘拐し、たくさんの蛇に取り囲まれた別の城で彼女を魔法で眠らせる。その城からグィネヴィアを救い出すことが出来るのは、凄腕の魔法使いMalducだけだった。求婚者は違えど、これらと類似の物語のすべては、「ハーデースによるペルセポネーの誘拐」以降何度も物語に現れるモチーフの1つと見られ、たとえば、（アイルランド神話の）冥界の王メディール (en:Midir) に地上から誘拐され、過去を失った、冥界の花嫁エーディン (英語: Étaín) に、グィネヴィアはよく似ている。（ちなみに、この寓意は、不倫の罪で火あぶりにされかかったグィネヴィアを救出するランスロットの場面にもあてはまる）。